# Xe kéo

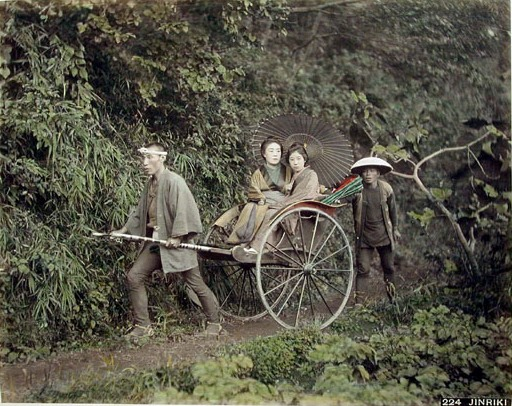
Xe kéo Nhật (jinrikisha), 1886.

Xe kéo (hay còn gọi là xe tay) là một loại phương tiện vận tải bằng sức người: một người chạy và kéo theo một cái xe hai bánh trên đó chở một hoặc hai hành khách. Loại xe này có nguồn gốc ở châu Á, nơi mà vào thời phong kiến, thuộc địa, xe kéo được dùng chủ yếu làm phương tiện giao thông cho tầng lớp thượng lưu trong xã hội. Tuy nhiên, trong thời gian gần đây, xe kéo đã bị cấm tại nhiều nước châu Á do nhiều tai nạn đã xảy ra.
Nhiều thành phố phương Tây như New York, London, Toronto cũng sử dụng loại xe này, nhưng với mục đích phục vụ khách du lịch.

## Lịch sử

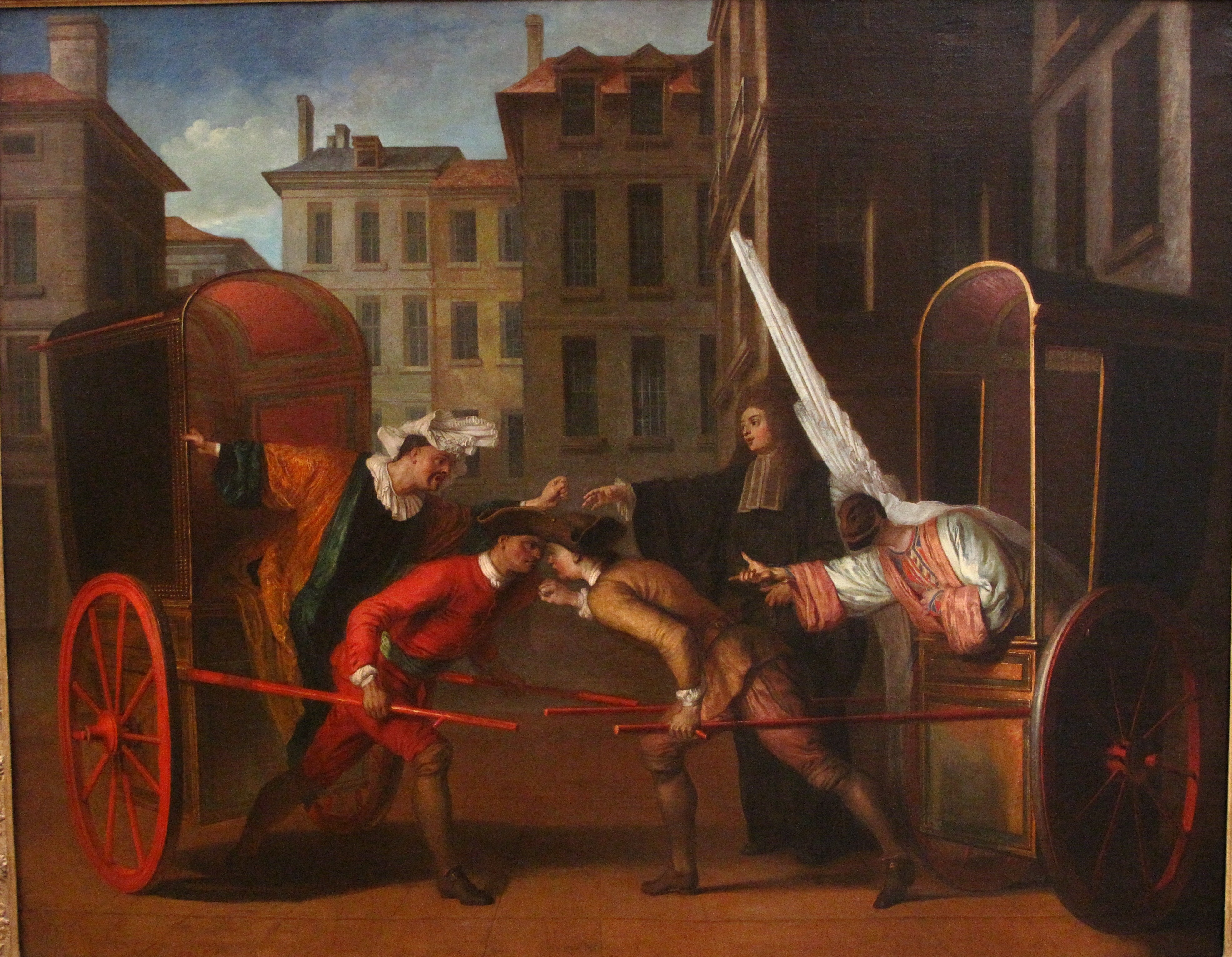
Les Deux Carrosses của Claude Gillot, 1707

Bức tranh năm 1707, "Les deux carrosses", của Claude Gillot vẽ hai chiếc xe trông giống xe kéo trong một hoàn cảnh vui nhộn. Những chiếc xe này, được gọi là vinaigrette vì chúng trông giống những chiếc xe của những người làm giấm, đã được dùng trên đường phố Paris vào thế kỉ 17 và 18. (Fresnault-Deruelle, 2005)
Jinrikisha (人力車) xuất hiện lần đầu ở Nhật Bản vào khoảng năm 1868, vào đầu thời Cải cách Minh Trị. Chúng nhanh chóng trở thành kiểu giao thông được ưa chuộng vì chạy nhanh hơn đi cáng, lại thêm rẻ hơn xe ngựa.
Người ta chưa xác định được tên tuổi của người phát minh ra xe kéo. Một số nguồn cho rằng đó là một người thợ rèn Mỹ tên là Albert Tolman, và rằng ông đã phát minh ra xe kéo vào khoảng năm 1848 tại Worcester, Massachusetts để dành cho một nhà truyền giáo; các nguồn khác cho rằng Jonathan Scobie (hay W. Goble), một nhà truyền giáo người Mỹ đến Nhật Bản, đã phát minh ra xe kéo vào khoảng năm 1869 để chở vợ mình trên các con phố tại Yokohama.
Các nguồn của Nhật thường cho rằng Izumi Yosuke, Suzuki Tokujiro, và Takayama Kosuke đã phát minh ra xe kéo vào năm 1868, với ý tưởng bắt nguồn từ các cỗ xe ngựa kéo mới xuất hiện trên đường phố Tokyo không lâu trước đó. Bắt đầu từ năm 1870, chính phủ Tokyo cấp quyền sản xuất và buôn bán xe kéo cho ba người này; tất cả giấy phép chạy xe kéo cũng phải được đóng dấu của một trong ba nhà phát minh này.
Đến năm 1872, có khoảng 40.000 xe kéo hoạt động tại Tokyo; chúng nhanh chóng trở thành hình thức giao thông công cộng chính ở Nhật Bản. (Powerhouse Museum, 2005; The Jinrikisha story, 1996)
Khoảng năm 1880, xe kéo xuất hiện tại Ấn Độ, đầu tiên ở Simla và sau đó 20 năm là ở Calcutta (giờ là Kolkata). Sau đó, xe kéo nhanh chóng xuất hiện tại nhiều thành phố lớn ở Đông Nam Á; nghề phu kéo xe đã thường là công việc đầu tiên dành cho những người nông dân chuyển ra sống tại thành thị.

## Ở Việt Nam

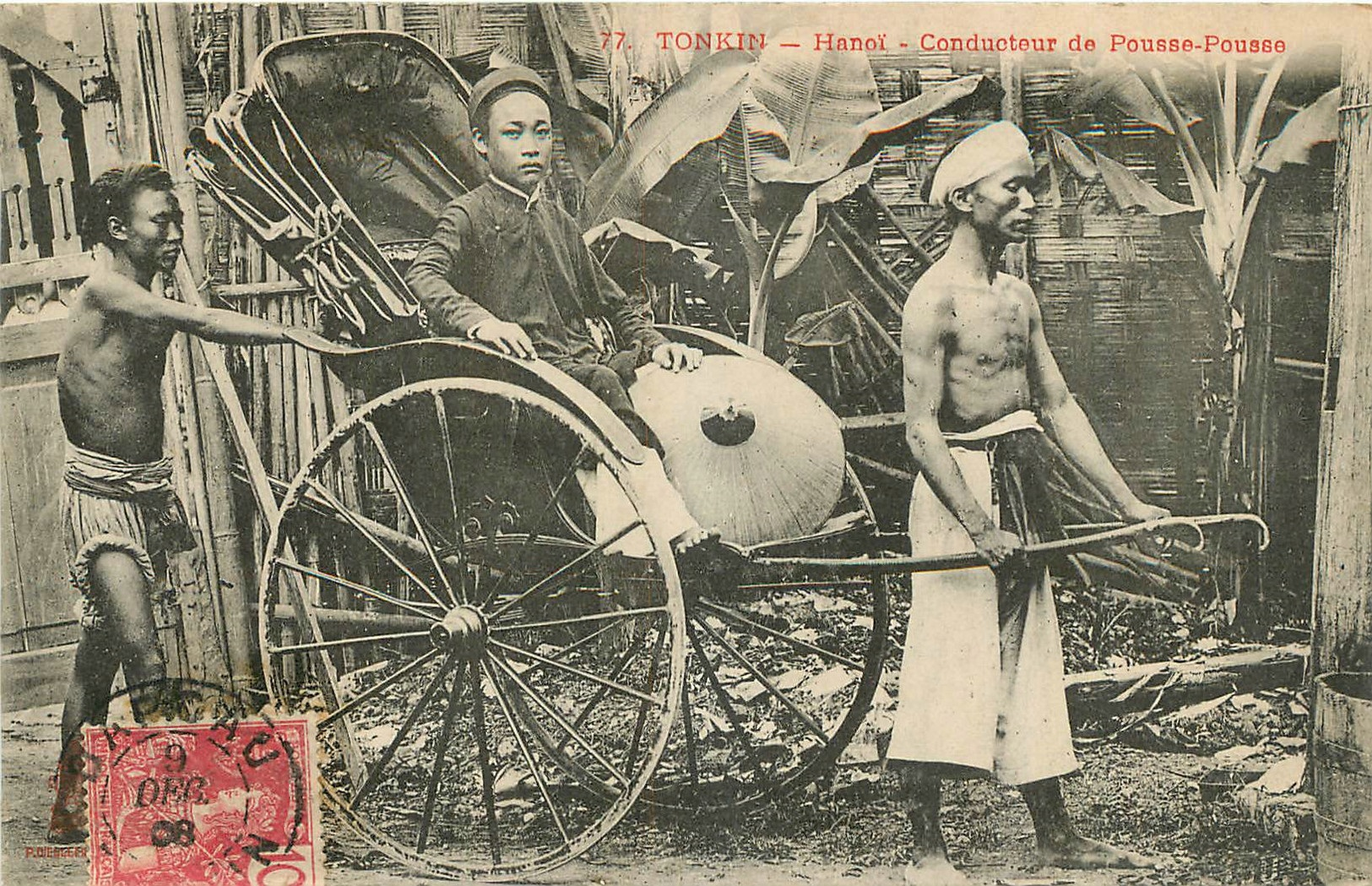
Phu xe kéo ở Hà Nội thời Pháp thuộc

Xe kéo ở Sài Gòn thời Pháp thuộc

Năm 1883, chiếc xe kéo được xuất hiện lần đầu tại Hà Nội do Thống sứ Jean Thomas Raoul Bonnal cho đem từ bên Nhật qua. Gần 15 năm sau, Sài Gòn mới biết tới loại xe kéo này.
Năm 1884, một nhà thầu Pháp cho sản xuất khoảng 50 chiếc xe kéo cung cấp cho cả miền Bắc. Từ đây, chiếc xe kéo dần dần trở nên quen thuộc tại Hà Nội.  Sau đó, một hãng cho thuê xe kéo được thành lập. Hành khách phải giữ chỗ trước một ngày nếu muốn được thuê. Thời kì đầu, những chiếc xe kéo đầu tiên có bánh xe bằng sắt, chạy không êm. Tuy nhiên chúng vẫn là biểu tượng cho sự giàu có và uy quyền của chủ xe trong khi dân thường đi lại chủ yếu bằng đi bộ.
Chiếc xe kéo đã được coi là biểu tượng của sự phân biệt giai cấp và bóc lột người lao động (Điển hình là trong truyện ngắn Người ngựa - ngựa người của Nguyễn Công Hoan). Nó đã bị chính phủ Việt Nam Dân chủ Cộng hòa cấm sử dụng sau khi Việt Nam giành được độc lập vào năm 1945.
Cùng với thời gian, sự xuất hiện của xe xích lô từ thập niên 1940 đã thay thế xe kéo.

## Tham khảo

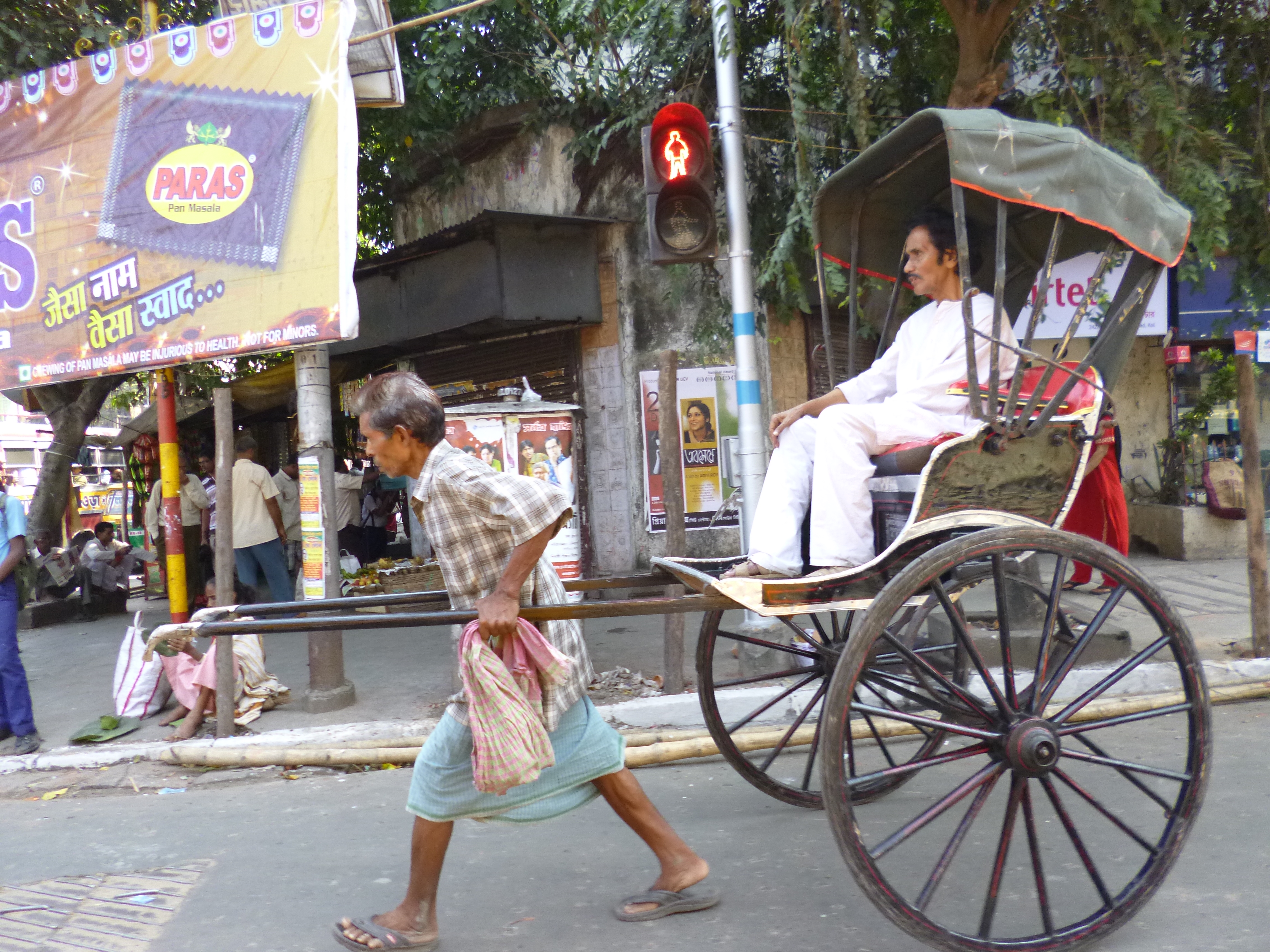
Xe kéo ở Kolkata, Ấn Độ